# Johannes Bering (Philosoph)
Johannes Bering, sehr häufig auch Johann Bering (* 17. Dezember 1748 in Hofgeismar; † 3. Juli 1825 in Marburg) war ein deutscher Philosoph und einer der ersten Anhänger der Philosophie Immanuel Kants.

## Werdegang
Bering wurde nach seiner Reifeprüfung 1773 in Kassel „Informator“ des nachmaligen Vizekanzlers der Universität Marburg Georg Robert. 1774 wurde er Stipendiatenmajor. 1779 wurde er zum Professor der Philosophie an der Marburger Universität ernannt. Nach Erlangung des Grades eines Dr. phil. 1785 erhielt er die Professur der Logik und Metaphysik. Er war daneben als Bibliothekar tätig, hatte das Amt des Dekans der Philosophischen Fakultät in den Jahren 1786, 1795, 1804 und 1817 inne und war 1789 Prorektor der Universität.
Bering stand mit Immanuel Kant in Briefkontakt und hätte diesen am liebsten selbst in Ostpreußen besucht, wie er am 10. Mai 1786 an Kant schrieb: „Vielleicht gelingt es in der Kürze unseren Aeronauten [Luftschiffern], ihre Schiffahrt minder kostbar und gefährlich zu machen, und dann ist freilich eine Reise von 140 Meilen [nach Königsberg] eine Kleinigkeit“. Als er 1786 – als erster überhaupt – eine Vorlesung über Kants Metaphysische Anfangsgründe und das Handbuch des Jenaer Kantianers Carl Christian Erhard Schmid ankündigte, schritt die Regierung der Landgrafschaft Hessen-Kassel ein. Es erging Anfang September 1786 eine Kabinettsorder, die Vorlesungen über Kantische Lehrbücher untersagte und gleichzeitig ein Gutachten der philosophischen Fakultät einforderte, „ob Kants Schriften nicht alle Gewißheit der menschlichen Erkenntnis untergrüben.“
Bering gelang es nach einiger Zeit dennoch, die Inhalte in seine Lehre zu integrieren – ohne den Namen Kant in den Vorlesungsverzeichnissen explizit zu erwähnen; er wurde so zu einem Wegbereiter der Aufklärung an den deutschen Universitäten. Friedrich Gedike schätzte den Vortrag von Bering allerdings als „etwas trokken und ohne Leben“ ein. Diese Einschätzung teilte er mit dem Schweizer Studenten Melchior Kirchhofer, einem Schüler Jung-Stillings: „so wurde ich zu Herren Professor Bering hingewiesen, der mich so unfreundlich und kalt empfing, daß mir der Frost durch alle Glieder lieff, und sich lange nachher noch unangenehme Empfindungen in meiner Seele regten, wenn ich an den trokkenen kantischen Philosophen mit dem weismoultonenen Camisol und dem grünen LederKäppchen auf dem Kopf zurükdachte.“
Johannes Bering war seit 1774 Mitglied der Marburger Freimaurerloge Zum gekrönten Löwen bis zu ihrem Verbot 1793 und dann der 1812 im Königreich Westphalen neugegründeten Loge Marc Aurel zum flammenden Stern; diese verließ er jedoch 1816, als sie sich im wiedererstandenen Kurfürstentum Hessen mit der Großloge von Kurhessen einer dezidiert christlichen Richtung der Freimaurerei anschloss.

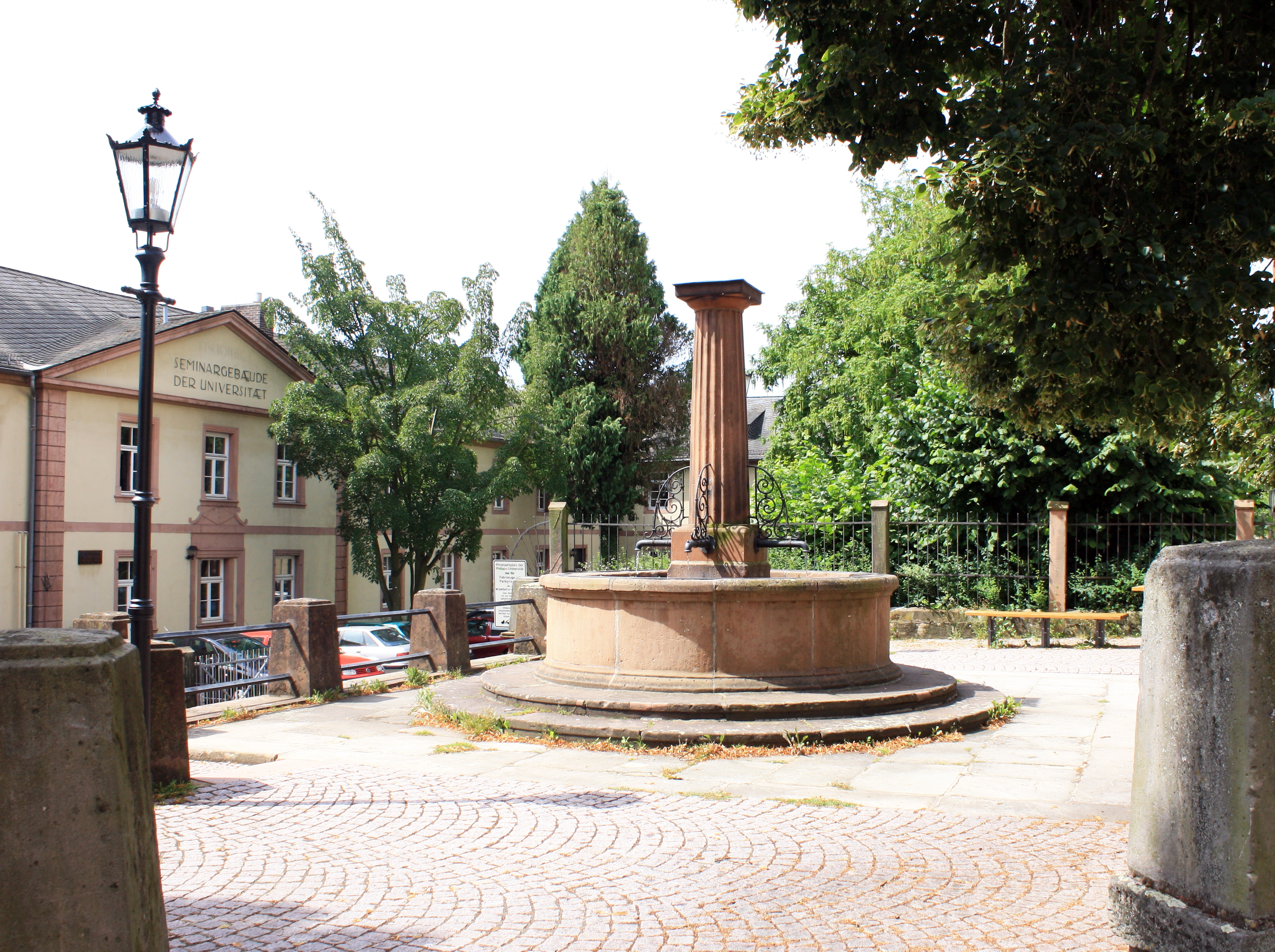
Der Beringbrunnen in Marburg

## Ehrungen
- Bering erhielt 1815 das Prädikat Hofrat.
- Er war Ritter des kurhessischen Hausordens vom Goldenen Löwen.
- Seine Tochter Wilhelmine stiftete ihm zu Ehren 1839 den Beringbrunnen in der Marburger Straße Am Plan.[4]

## Schriften
- Prüfung der Beweise für das Dasein Gottes aus den Begriffen eines höchstvollkommenen und notwendigen Wesens. Marburg 1780.
- De regressu succesivo. Diss. Marburg 1785.